# Вандоїєс
Вандоїєс (італ. Vandoies) — муніципалітет в Італії, у регіоні Трентіно-Альто-Адідже,  провінція Больцано.
Вандоїєс розташований на відстані близько 550 км на північ від Рима, 100 км на північний схід від Тренто, 50 км на північний схід від Больцано.
Населення — 3300 осіб (2014).

## Демографія
Населення за роками:

Станом на 1 січня 2023 року в муніципалітеті офіційно проживало 178 іноземців з 35 країн, серед них 59 громадян країн Євросоюзу та 10 громадян України.

## Міста-побратими
- Зігсдорф, Німеччина (1970)

## Сусідні муніципалітети
- К'єнес
- Ріо-ді-Пустерія
- Роденго
- Сельва-дей-Моліні
- Теренто
- Валь-ді-Віцце